# António Guterres
António Manuel de Oliveira Guterres (født 30. april 1949 i Lissabon) er en portugisisk og østtimoresisk politiker og diplomat, der var landets premierminister fra 28. oktober 1995 til 6. april 2002, og som er den nuværende generalsekretær for de Forenede Nationer, siden 1. januar 2017.
Guterres er uddannet i fysik og el-ingeniørvidenskab fra Instituto Superior Técnico i Lissabon. Han begyndte sin politiske karriere i 1972, og var medlem af Portugals parlament fra 1976 til 1995. Guterres var generalsekretær for sit parti, Partido Socialista, fra 1992 til 2002, og var fra 1999 til 2005 præsident for Socialistisk Internationale. Fra 2005 til 2015 var han FN's flygtningehøjkommissær.
Guterres overtog embedet som generalsekretær for FN, da Ban Ki-moons embedsperiode udløb ved udgangen af 2016.
Guterres taler udover sit modersmål portugisisk, også fransk, engelsk og spansk.